# 沃斯克列謝尼耶 (梁贊州)
沃斯克列謝尼耶（俄语：Воскресенье）是俄羅斯梁贊州克列皮基區的村莊，位於科列斯尼科沃農村居民點，距斯帕斯-克列皮基40（25英里）。該村1859年共有戶數16戶，人口89人；2010年共有人口1人。